# Philip Allen
Philip Allen (Providence, 1785. szeptember 1. – Providence, 1865. december 16.) az Amerikai Egyesült Államok szenátora (Rhode Island, 1853–1859).